# Anger Engineering Company
Anger Engineering Company war ein US-amerikanischer Hersteller von Automobilen.

## Unternehmensgeschichte
Walter A. Anger gründete im April 1912 das Unternehmen in Milwaukee in Wisconsin. 1913 begann die Produktion von Automobilen. Die Markennamen lauteten AEC und Anger. 1915 endete die Produktion.

## Fahrzeuge
Das Model 4-40 war das kleinste Fahrzeug im Angebot. Es hatte 305 cm Radstand. Zur Wahl standen wie auch bei den anderen Modellen ein fünfsitziger Tourenwagen und ein zweisitziger Roadster. Der Vierzylindermotor leistete 26 PS.
Das Modell 6-50 hatte ein Fahrgestell mit 340 cm Radstand. Ein Sechszylindermotor mit L-Kopf und 38 PS Leistung trieb die Fahrzeuge an.
Das Modell 6-60 hatte 356 cm Radstand. Sein Sechszylindermotor mit T-Kopf leistete 43 PS.